# LG KU990 Viewty
LG KU990 – telefon komórkowy z interfejsem dotykowym wprowadzony na rynek w 2007 roku przez firmę LG Electronics. Jego następcą jest LG GC900 Viewty Smart.

## Funkcje
Główną funkcją tego modelu jest wysokiej jakości aparat cyfrowy o rozdzielczości 5 megapikseli z autofocusem, optyką firmowaną przez Schneider-Kreuznach, wyposażony w cyfrową stabilizację obrazu, posiadający maksymalną czułość ISO 800 oraz technologię SmartLight™, która inteligentnie doświetla wykonane zdjęcia. Poza robieniem zdjęć, aparat może służyć do nagrywania filmów o rozdzielczości VGA przy 30 klatkach na sekundę, a także szybkiego nagrywania w rozdzielczości QVGA przy 120 klatkach na sekundę – nagrany w tym trybie film jest odtwarzany przy 15 klatkach na sekundę, aby uzyskać efekt zwolnionego tempa.
Filmy i zdjęcia można wykonywać również za pomocą kamery do wideorozmów z przodu aparatu.
Telefon posiada również 3-calowy ekran dotykowy o rozdzielczości WQVGA, odtwarzacz multimedialny obsługujący wiele popularnych formatów audio i wideo, oraz technologię HSDPA o prędkości 3,6 Mb/s.

## Wygląd zewnętrzny
Przód telefonu prawie w całości zajęty jest przez ekran dotykowy. Nad nim znajduje się obiektyw kamery do wideokonferencji oraz głośnik. Niżej wyświetlacza znajdują się 3 przyciski służące do odbierania i kończenia rozmów, usuwania plików lub znaków i włączania/wyłączania telefonu.
Na lewym boku telefonu umieszczono port komunikacyjny, a na prawym – przełącznik trybów aparatu, klawisz blokady klawiatury/stabilizatora obrazu oraz spust migawki.
Z tyłu wokół obiektywu aparatu znajduje się jog-wheel, który służy między innymi do regulacji ostrości, przybliżenia czy EV w trybie aparatu, przesuwania list menu czy regulacji głośności.
Telefon jest dostępny w kolorach: czarnym, srebrnym, czerwonym, fioletowym oraz białym.

## Sprzedaż
W pierwszych pięciu tygodniach od wprowadzenia na europejski rynek, LG sprzedało 410 tysięcy egzemplarzy Viewty. Jeden ze sprzedawców telefonów w Wielkiej Brytanii – Dial-A-Phone, zasugerował nawet na swoim blogu, że Viewty osiągnął lepsze wyniki sprzedaży w Europie niż Apple iPhone, jako uzasadnienie porównując stosunek ceny do możliwości obu tych telefonów.

## Modyfikacje oprogramowania
Niedługo po wprowadzeniu telefonu na rynek zaczęły pojawiać się różne modyfikacje stworzone przez użytkowników, pozwalające między innymi na instalację niestandardowych motywów, uruchamianie niepodpisanych aplikacji Java z pełnymi uprawnieniami i przyśpieszające działanie menu i aplikacji.

## Pełna specyfikacja

### Dane techniczne
- Pasma – GSM (900/1800/1900MHz) + UMTS (2100MHz)
- GPRS
- EDGE
- UMTS
- HSDPA 3,6 Mbps
- WAP 2.0
- Java MIDP 2.0
- CPU ARM926EJ-S – 225 MHz – pracujący w trybie 270 MHz w przypadku użycia HSDPA
- GPU Zoran APPROACH 5C
- Usługi SIM Toolkit
- Typ obudowy – card
- Waga ze standardową baterią – 112 g
- Pojemność standardowej baterii – 1000 mAh
- Max. czas czuwania – 330 h
- Max. czas rozmów – 200 min

### Wyświetlacz
- Typ – dotykowy TFT
- Wielkość – 3.0"
- Rozdzielczość – WQVGA 400×240
- Ilość wyśw. kolorów – 262K

### Obsługiwane typy wiadomości
- SMS
- MMS
- EMS (tylko odbiór)
- e-mail

### Transmisja danych
- USB – 2.0
- Bluetooth – 1.2 z A2DP
- PC Sync USB 2.0

### Funkcje organizera
- Kalendarz
- Alarm (budzik)
- Spis kontaktów 500 wpisów
- Grupy Rozmówców
- Czytnik dokumentów – DOC, XLS, PPT, PDF
- Pakiet Google – wyszukiwarka oraz aplikacje Google Maps, Google Mail, Blogger, YouTube

### Personalizacja telefonu
- Możliwość instalacji własnej tapety (animacji)
- Możliwość wgrania własnych dzwonków
- Typy dzwonków – wideodzwonki, TrueTone, polifoniczne (72-tonowe)
- Alarm wibracyjny
- Możliwość wgrania nieoficjalnych modyfikacji oprogramowanie
- Możliwość wgrania gier i aplikacji w Javie oraz we Flashu

### Multimedia
- Aparat Cyfrowy – 5.0 MPix (2592×1944)
- Zoom Cyfrowy – 16×, 8×, 4×
- Aparat – detale – ISO 100-800, technologia inteligentnego doświetlania zdjęć SmartLight™, cyfrowa stabilizacja obrazu, możliwość automatycznej lub ręcznej regulacji ostrości, ksenonowa lampa błyskowa (diodowa w KU990i)
- Nagrywanie wideo – DivX, 640×480 @ 30 fps / 320×240 @ 120 fps (odtwarzane na 15 fps) / 3GP 176×144 @ 30 fps
- Drugi aparat cyfrowy – VGA
- Przeglądarka internetowa
- Odtwarzacz audio – AAC, eAAC, MP3, WMA
- Odtwarzacz wideo – 3GP, MPEG4, DivX, XviD, WMV, AVI, H.263, H.264 – 30 fps
- Radio FM z RDS
- Obsługa Flash Lite
- Preinstalowane gry
- Notatki głosowe
- Pamięć zewnętrzna – microSD, max 2 GB (więcej niż 2 GB – z drobnymi problemami), nieoficjalnie obsługuje karty 8 GB (zależnie od wersji oprogramowania – od v10_b wzwyż)
- Pamięć wewnętrzna – 100 MB